# Haile Selassie
Haile Selassie (Ge'ez: ኃይለ፡ ሥላሴ) (Ejersa Goro, 23 juli 1892 – Addis Abeba, 27 augustus 1975) was keizer van Ethiopië (van 1930 tot 1974). Tijdens zijn regeerperiode ijverde hij voor onafhankelijkheid, vooruitgang en vrede. Hij kreeg echter veel kritiek, vanwege schending van de mensenrechten en persoonsverheerlijking — onderdanen moesten in zijn bijzijn op handen en knieën zitten. Ook zijn er geruchten dat hij etnische zuiveringen liet uitvoeren.
Selassie wordt door de Rastafaribeweging gezien als de reïncarnatie van Jezus, hoewel hij zelf Ethiopisch-orthodox was.

## Biografie

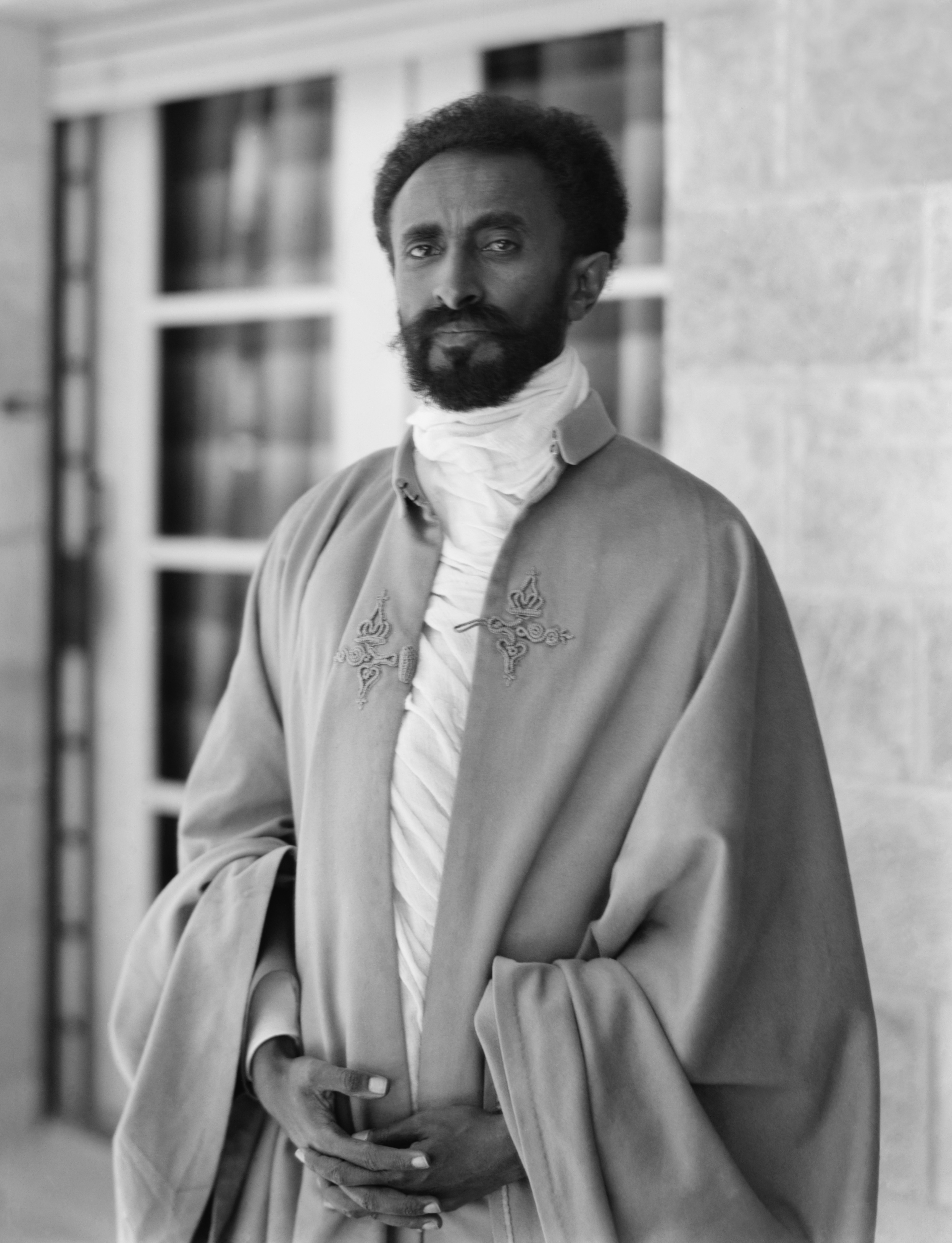
Haile Selassie (ca. 1923)

Haile Selassie werd geboren als Tafari Makonnen  (Ge'ez : ተፈሪ መኰንን).  Hij was één van een aantal adellijke personen met de titel 'Ras' (hertog). Hiervan is de naam van de rastafaribeweging afgeleid. In 1918 overleefde hij de Spaanse griep. In 1924 bracht hij een officieel bezoek aan Italië, Vaticaanstad en diverse andere Europese landen. In Frankrijk, Zweden en het Verenigd Koninkrijk werd hij met grote eer ontvangen. 
Toen hij op 2 november 1930 tot keizer van Ethiopië werd gekroond, kreeg hij de naam Haile Selassie, die staat voor Heilige Drievuldigheid, of Macht van de Drievuldigheid. Zijn volledige titel was indrukwekkend: ‘Zijne Keizerlijke Majesteit, Haile Selassie I, Erfzoon uit het zaad van Salomo, de Alles Overwinnende Leeuw van de stam van Jud(e)a, Koning der Koningen, Heer der Heren, Vader der Afrikanen uit het allergeliefde Ethiopië, het moederland van de zonen en dochters in diaspora’ (Ge'ez: ግርማዊ፡ ቀዳማዊ፡ አፄ፡ ኃይለ፡ ሥላሴ፡ ሞዓ፡ አንበሳ፡ ዘእምነገደ፡ ይሁዳ፡ ንጉሠ፡ ነገሥት፡ ዘኢትዮጵያ፡ ሰዩመ፡ እግዚአብሔር; girmāwī ḳadāmāwī 'aṣē ḫaile śelassie, mō'ā 'ambassā ze'imneggede yehūda negus negast ze'ītyōṗṗyā, tsehume 'igzī'a'bihēr). Haile Selassies titel "Negus" (Koning) was vanaf die dag "Negus negesti" (Koning der koningen).
Bij de kroning werd Nederland vertegenwoordigd door Gerrit A. Brouwer en de diplomaat mr. B. Ph. baron van Harinxma thoe Slooten.

### Opmars
Van de kroningsfestiviteiten en de daaraan voorafgaande politieke manoeuvres is onder andere door de Britse schrijver en journalist Evelyn Waugh een eigentijds verslag geschreven (Remote People, 1931).
Haile Selassies vader was gouverneur van de provincie Harar. Via zijn huwelijk in 1911 met Wayzaro Menen, dochter van keizer Menelik II, kwam Tafari in de keizerlijke familie. In 1917 werd hij uitgeroepen tot troonopvolger van keizerin Zauditu en als regent ging hij namens haar Abessinië besturen. Dertien jaar later kwam hij als Haile Selassie zelf op de troon.
Het onafhankelijke Abessinië was in Afrika een bijzonderheid. West-Europese landen hadden het continent in hun kolonisatiedrang onderling verdeeld. De Ethiopische dynastie, die volgens de overlevering al sinds de 10e eeuw v.Chr. bestond en voort zou komen uit de Bijbelse koning Salomo en de koningin van Sheba, was het gelukt om de onafhankelijkheid van Ethiopië te waarborgen.

### Tweede Italiaans-Ethiopische Oorlog

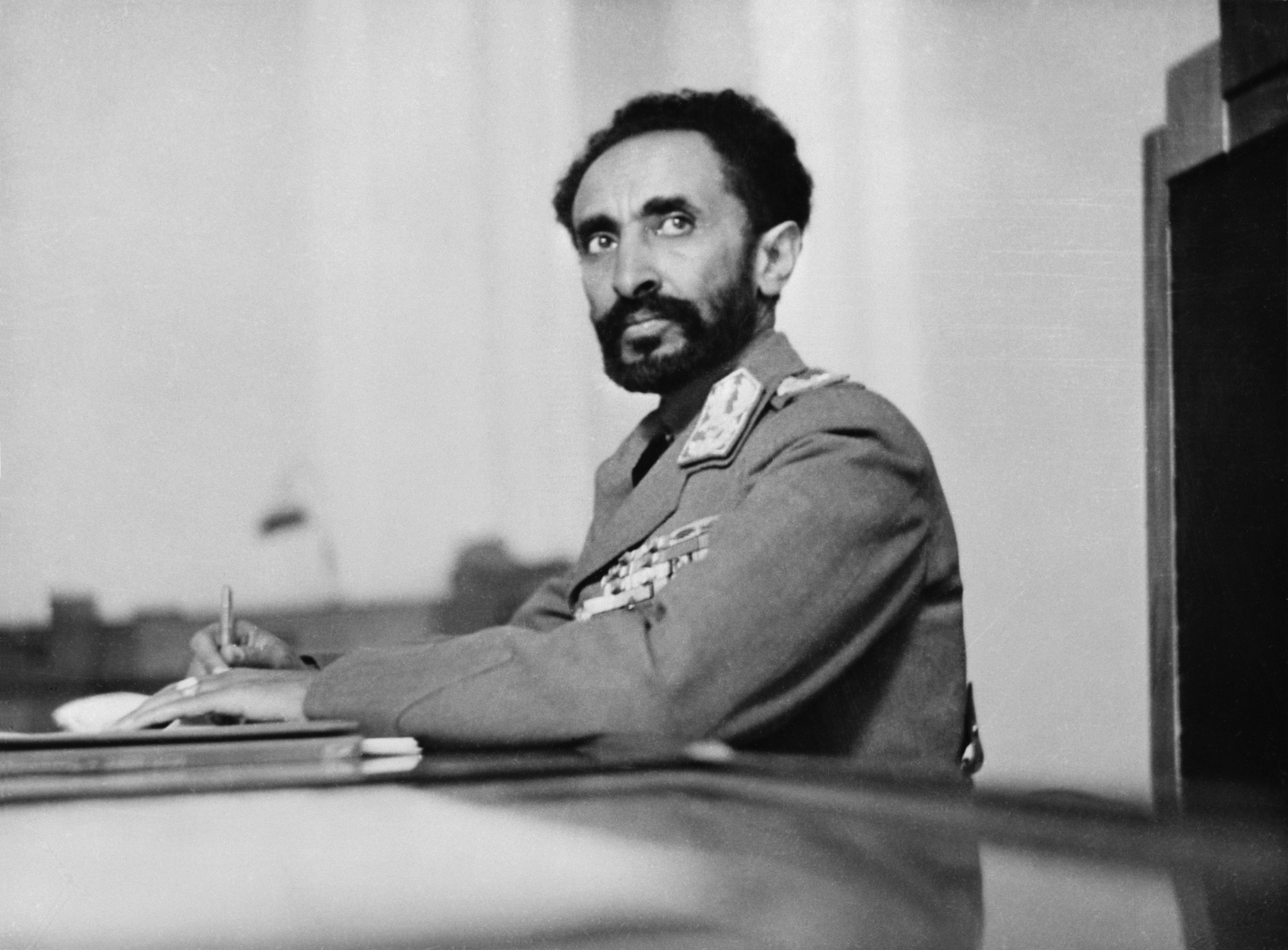
Haile Selassie (vermoedelijk 1942)

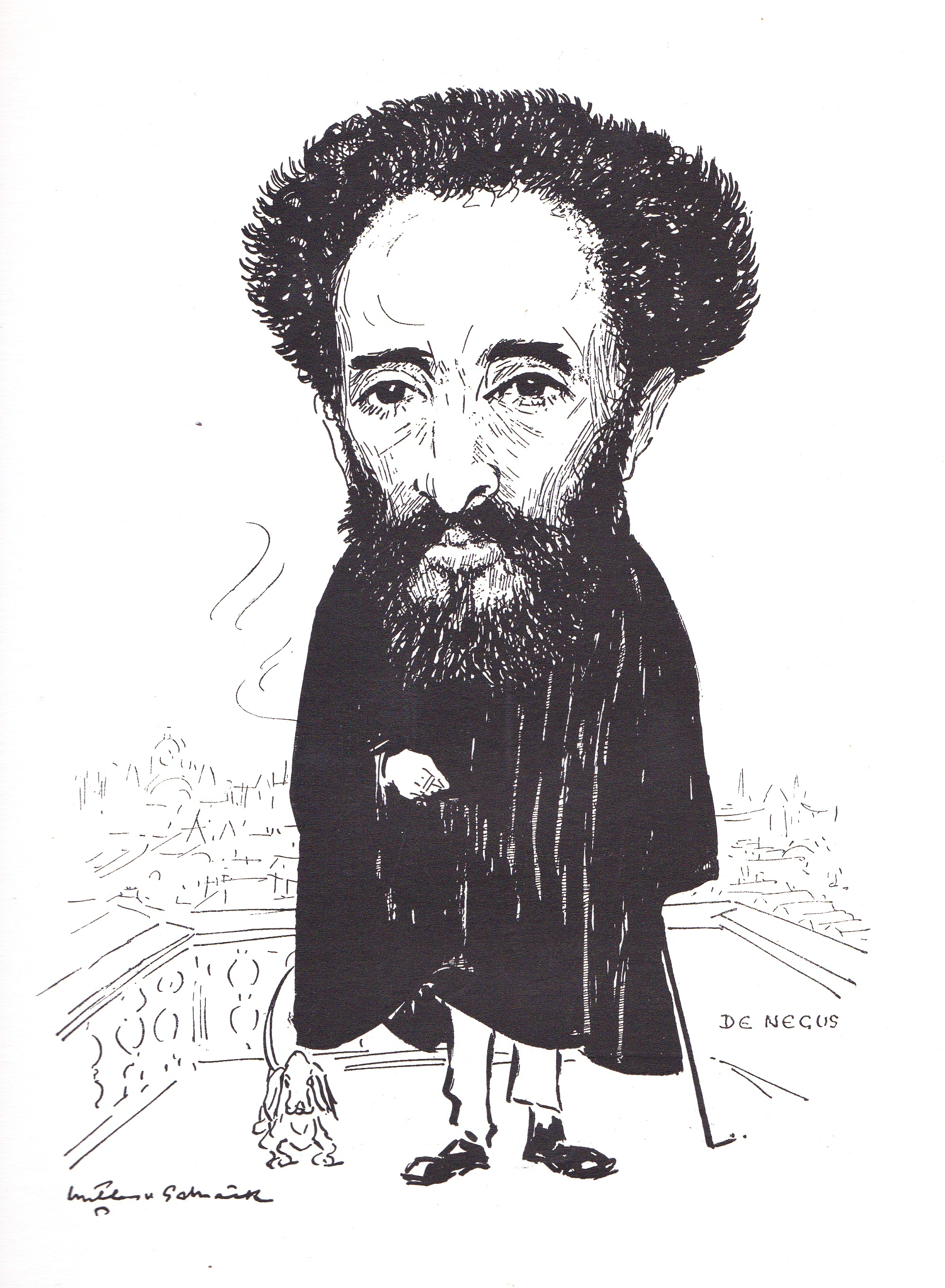
Haile Selassie
(tekening door Willem van Schaik)

Deze situatie veranderde toen de Italiaanse dictator Mussolini in 1935 besloot vanuit Italiaans-Eritrea, een Italiaanse kolonie, Ethiopië binnen te vallen: de Tweede Italiaans-Ethiopische Oorlog. Haile Selassie vluchtte naar het Verenigd Koninkrijk en probeerde steun te krijgen voor de vrijheidsstrijd. Hij deed dit onder meer in 1936 tijdens zijn voordracht bij de Volkenbond, mede omtrent het gebruik van mosterdgas door Italië in Ethiopië.
Deze inspanningen bleken vergeefs, tot Italië zich aan de zijde van Duitsland in de Tweede Wereldoorlog mengde. In 1941 verjoeg een troepenmacht van Britse en Belgische militairen en Ethiopische vrijheidsstrijders de Italiaanse troepen. Haile Selassie kwam weer op de troon. Hij legde op 27 augustus 1942 de wettelijke basis voor de afschaffing van de slavernij, die Italië in zijn land had ingevoerd en voerde strenge straffen in voor slavenhandel, inclusief de doodstraf. Hij moderniseerde zijn land met onder meer een nieuw belastingstelsel en een democratische grondwet. Ethiopië werd een stichtend lid van de Verenigde Naties en tevens werd in zijn periode als staatshoofd, mede door hem, de Organisatie van Afrikaanse Eenheid (voorloper van de Afrikaanse Unie) opgericht.

### Diplomatieke invloed
Haile Selassie was in de internationale diplomatie een man met gezag en aanzien. Hij had veel invloed binnen de Organisatie van Afrikaanse Eenheid, met zetel te Addis Abeba en bracht staatsbezoeken aan de Verenigde Staten en diverse Europese landen, waaronder Nederland in 1954 (Haile Selassie bezocht Rotterdam, alwaar hij  koningin Juliana en zakenman K.P. van der Mandele ontmoette) en België in juli 1959. Haile Selassie ontving koning Boudewijn en koningin Fabiola in 1973 bij het bezoek van het vorstenpaar aan Ethiopië. De keizer was een ridder in de Orde van de Kousenband en, om Ethiopië te eren voor het moedige verzet tegen Mussolini's troepen, ridder Grootkruis in de Militaire Willems-Orde.
Nog nooit eerder werd een Afrikaans staatshoofd in die mate geëerd en ook was het de eerste Afrikaanse leider die in Europa op staatsbezoek kwam.
In 1951 werd de voormalige Italiaanse kolonie Eritrea, door middel van een beslissing van de Verenigde Naties, verbonden met Ethiopië in een federatie, waarbij Haile Selassie koning van Eritrea werd. In de jaren vijftig groeide Haile Selassie uit tot een voorbeeld voor veel Afrikanen, die ook het koloniale juk wilden afschudden. Het viel hem echter niet mee binnenslands de rust te bewaren. Ethiopië bestond uit vele religieuze groeperingen en Haile Selassie probeerde met een verdeel-en-heerspolitiek de onderlinge vrede te bewaren.

### Eritrea
In 1962 annexeerde Selassie Eritrea, nadat het in de jaren vijftig een grote autonomie had gehad. Een gewapend conflict barstte hierop los, dat 32 jaar zou duren en voornamelijk escaleerde onder de militaire communistische junta, na het afzetten van Haile Selassie.
In 1963 zat hij de oprichtingsvergadering van de Organisatie van Afrikaanse Eenheid voor, die haar zetel kreeg in Addis Abeba. Later dat jaar (in oktober) sprak hij de Verenigde Naties toe. De Jamaicaanse zanger Bob Marley gebruikte een deel van deze speech als tekst voor het lied War.

### Einde

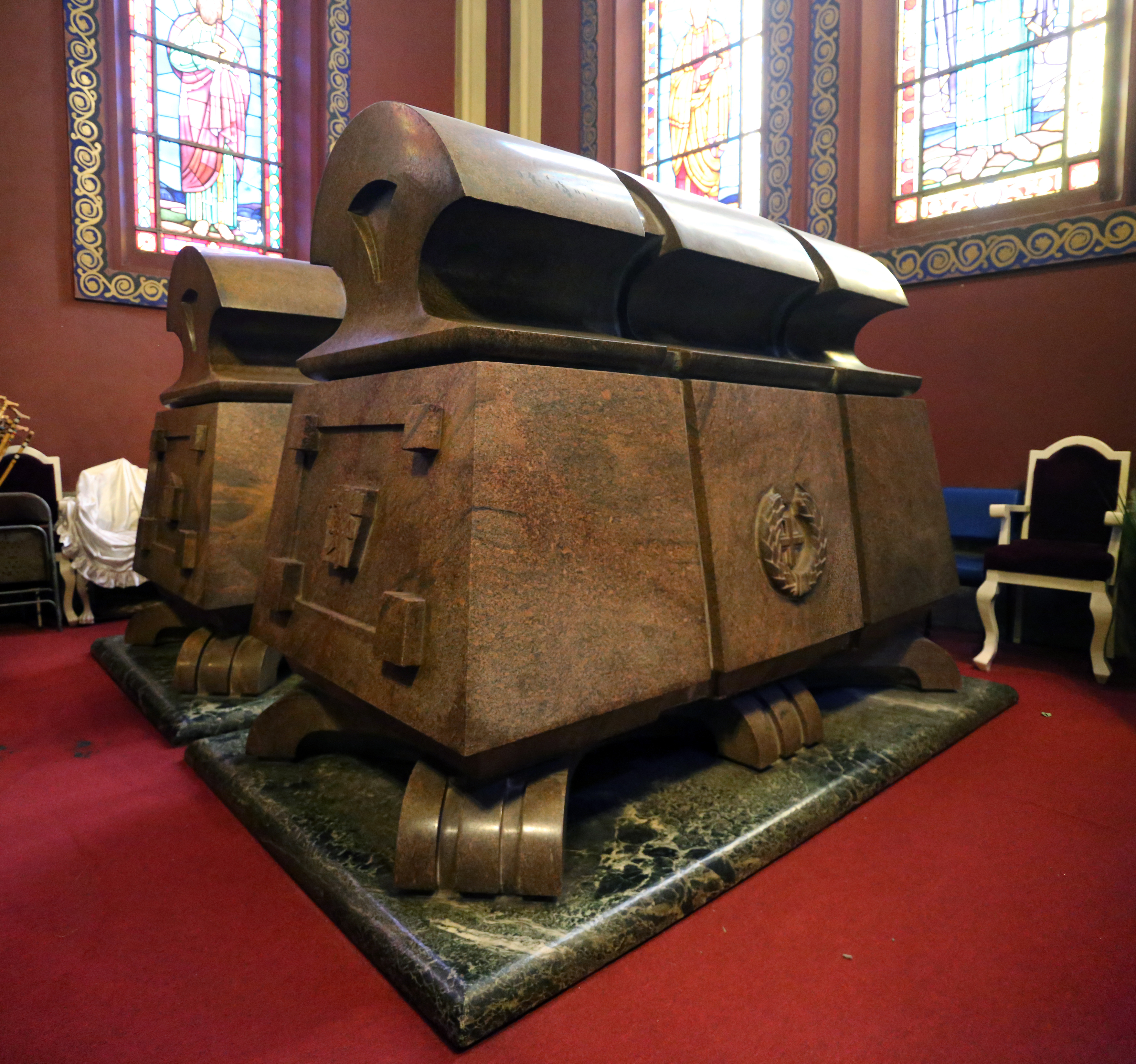
De sarcofaag van Haile Selassie in de kathedraal van de Heilige Drievuldigheid te Addis Abeba

Begin jaren zeventig stortte de economie in en na een periode van lange droogte greep de hongersnood om zich heen. In 1974 voerden communisten een staatsgreep uit en namen Haile Selassie gevangen. Hij werd opgevolgd door luitenant-generaal Aman Andom. Toen hij in augustus 1975 overleed, officieel aan de complicaties van een operatie, vermoedden velen moord; er werd vooral beweerd dat de oude ex-monarch was verstikt of gewurgd. In november 1974 waren reeds leden van de keizerlijke familie geëxecuteerd en het communistisch regime verhinderde elk onafhankelijk onderzoek naar de doodsoorzaak.
Pas in 1992, na de val van het communistische Dergue-regime, werd zijn stoffelijk overschot teruggevonden. Van de Ethiopisch-Orthodoxe Kerk kreeg hij in november 2000 een keizerlijke begrafenis in de kathedraal van Addis Abeba.
Bob Marley kreeg in 1977 een ring van Haile Selassie en schreef in 1973 of 1974 het lied Iron Lion Zion voor hem. Dit werd echter pas in 1992, na Marleys dood, uitgebracht.

## Onderscheidingen
- Lijst van onderscheidingen van Haile Selassie